# Angelic Layer
Angelic Layer (機動天使エンジェリックレイヤー Kidou Tenshi Engerikku Reiyā?) es un manga japonés escrito e ilustrado por CLAMP y publicado en Japón por Kadokawa Shōten. El manga fue adaptado en una serie de anime producida por BONES que se emitió en TV Tokyo el 1 de abril de 2001 hasta el 23 de septiembre de 2001 constando de 26 episodios. Ha sido licenciada para su transmisión en los Estados Unidos por Sentai Filmworks.

## Argumento
Cuenta la historia de una niña llamada Misaki Suzuhara quien, al llegar a vivir a Tokio, es testigo de una batalla entre lo que luego le explican son ángeles, muñecas de pequeño tamaño, comprables en las tiendas y cuyo juego de lucha es de los más populares allí. Con la ayuda del misterioso Icchan Misaki se inicia en el mundo de las luchas de ángeles, haciendo amistades y descubrimientos en el terreno de batalla que lograrán que lo vea como algo más que un simple juego.

## Personajes
- Misaki Suzuhara (鈴原 みさき Suzuhara Misaki?)

 Seiyū: Atsuko Enomoto 
Es una niña de doce años, tierna y amable tuvo que despedirse de su madre a sus cinco años, creció con sus abuelos su abuela le enseñó a cocinar bien igual que a su madre. Siete años después tiene la oportunidad de estudiar en Tokio se va a vivir con su tía Shouko conoce un nuevo juguete en la pantalla grande y para demostrar que la edad y el tamaño no importa jugara en angelic layer conocerá a nuevos amigos que la ayudaran a cumplir su deseo será conocida como la novata milagrosa.
- Hikaru (ヒカル Hikaru?)

El ángel de Misaki. Su nombre proviene de la primera muñeca que tuvo de niña es pequeña pero muy veloz.
- Kōtarō Kobayashi (小林 虎太郎 Kobayashi Kōtarō?)

 Seiyū: Jun Fukuyama
Un joven tímido amigo de Misaki y poco a poco le va gustando y es el hermano mayor de Hatoko quien no lo respeta al igual que todos en esta serie. Es amigo de infancia de tamayo.
- Tamayo Kizaki (木崎 珠代 Kizaki Tamayo?)

 Seiyū: Satsuki Yukino
Es energética, practica todo tipo de lucha en Kotaro, quiere a Misaki y la llama Misakichi  para que sea su nombre de pila, le gusta Kotaro pero solo se lo dice al final de esta serie.
- Hatoko Kobayashi (小林 鳩子 Kobayashi Hatoko?)

 Seiyū: Yuri Shiratori
Es una alumna de primaria quien le agrada Misaki . Es muy popular por ser la niña milagrosa en Angelic Layer, también es muy adorable.
- Suzuka (鈴鹿 Suzuka?)

El ángel de Hatoko, es el relámpago suzuka por ser tan veloz por eso todos quieren una como ella.
- Ringo Seto (瀬戸 林子 Seto Ringo?)

 Seiyū: Kana Ueda
Una cantante. Kotaro es su mayor fan pero al final se decide por Misaki.
- Ranga (ランガ Ranga?)

El ángel de Ringo, su ataque es con el viento por lo que ringo tuvo que bajar todo su peso para hacer su ataque especial.
- Madoka Fujisaki (藤崎 円香 Fujisaki Madoka?)

Una tramposa en Angelic Layer porque Hatoko la ganó. Su ángel es Mao. Tiene una hermana que hace sus ángeles llamada Arisu. En el torneo de Kanto es vencida por Misaki.
- Ohjiro Mihara (三原 王二郎 Mihara Ōjirō?)

 Seiyū: Soichiro Hoshi
Es conocido como el príncipe de la plataforma, el hermanastro menor de Icchan , quien está enamorado de Shuuko, la madre de Misaki, (aunque se demuestra que es más admiración). Conoce a Misaki y se enamora de ella.
- Wizard (ウィザード Wizādo?)

Es el ángel de Ohjiro, es reconocido por su habilidad especial "MAGIC GUARD", que le permite no recibir ningún golpe del oponente.
- Kaede Saito (斉藤 楓 Saitō Kaede?)

 Seiyū: Ayako Kawasumi
Una chica adorable que tiene la sonrisa angelical y trata a su ángel Blanche como si fuera su hija, debido a que no tiene madre.
- Blanche (ブランシェ Buranshe?)

El ángel de Kaede, es muy rápida debido a que nació de los primeros huevos de ángel creados que puede, en su poder mínimo, activar el Hyper Mode que saca todo el poder de Blanche.
- Sai Jōnōchi (城乃内 最 Jōnōuchi Sai?)

 Seiyū: Houko Kuwashima
Es una chica fría e inexpresiva quien quiere de su amiga Kaede. Juega por su hermana quien murió y le pidió que juegue por ella . También quiere a Misaki, ella encontró el punto débil de Hikaru.
- Shirahime (白姫 Shirahime?)

El ángel de Sai. Es la máquina de hielo su defecto es ser poco veloz y pesada.
- Ichiro Mihara (三原 一郎 Mihara Ichirō?)

 Seiyū: Masaya Onosaka
Es el creador de Angelic Layer o padre como él dice. Se enamoró de Shuuko. Es una persona muy rara.
Masaharu Ogata ({{{2}}}?)|尾形 雅治|Ogata Masaharu}}
 Seiyū: Tomokazu Seki
Es un asistente de Icchan  pero el siempre lo castiga con cualquier cosa horrible o ridícula.
Shuko Suzuhara (鈴原 萩子 Suzuhara Shūko?)
 Seiyū: Kikuko Inoue
Madre de Misaki quien la dejó para dedicarse a curar su enfermedad en las piernas, también es la tricampeona y madre de Angelic Layer debido a su problema Ichiro crea Angelic Layer para financiar y crear unas piernas mecánicas.
Athena (アテナ Atena?)
Es el mejor ángel de todos. Es grande y rápida. Pertenece a Shuuko.
Shoko Asami (浅見 祥子 Asami Shōko?)
 Seiyū: Kotono Mitsuishi
Tía de Misaki. Es reportera y hermana de Shuuko.

## Anime

### Guía de capítulos
- Anexo:Episodios de Angelic Layer